# Правища
 Тази статия е за града в Република Гърция.  За селото в България вижте Правище.  
Правища или Правище (на гръцки: Ελευθερούπολη, Елевтеруполи, катаревуса: Ελευθερούπολις, Елевтеруполис, до 1929 година Πράβι, Прави, катаревуса: Πράβιον, Правион) е град в Егейска Македония, Гърция, център на дем Кушница (Пангео) в област Източна Македония и Тракия. Градът е център и на Елевтеруполската епархия.

## География
Правища е разположен на 17 километра западно от град Кавала в югоизточното подножие на планината Кушница (Пангео) на река Лъджа (Мармара). В Правища е имало общо 8 каменни моста, които са пресичали двата потока, минаващи през града. Седем от тях, включително обявеният за исторически паметник в 1981 година двусводов Фанцов мост са разрушени, заради прокарването на нова пътна мрежа и оцелява единствено мостът „Агия Параскеви“ в западната част на града, в махалата Аясма.

## История

### Етимология
Според Йордан Н. Иванов Правища е патронимично име от личното име *Прав(о). Жителското име е пра̀вищя̀нин, пра̀вищя̀нка, пра̀вищя̀не. Според академик Иван Дуриданов името е първоначален патроним на -ишти < -itji *Правишти от личното име Прав(о). Сравними са фамилното име Правов и сръбските лични имена Правоје от Прав + -oje, също Право-љуб, Право-мир.

### Римска епоха
На мястото на Правища има остатъци от късноантично селище.

### В Османската империя
В подправената Калиманова грамота от XVI век се среща Правица, което вероятно е Правища. Името се среща у Хаджи Калфа в средата на XVII век в турцизираната форма Пирауща.
Градът фигурира в съчинението на Хаджи Калфа „Румелия и Босна“ от средата на XVII век в турцизираната форма Пирауща. В Правища е имало голям османски арсенал. От XVII век тук се изработват гюлета (топ-коршум) за османската артилерия, а вероятно се отливат и други железни предмети за армията. В края на XIX век Правища е център на малка каза в Османската империя. Александър Синве ("Les Grecs de l’Empire Ottoman. Etude Statistique et Ethnographique"), който се основава на гръцки данни, в 1878 година пише, че в Прави (Pravi) живеят 1200 гърци. В паланката работят три училища.
В 1889 година Стефан Веркович („Топографическо-этнографическій очеркъ Македоніи“) пише за Правища:
| „ | Градът Правища или Прави на гръцки е разположен в равнина по двата брага на неголяма река... Правища е седалище на мюдюра, кадията и меджлиса на каазата. В града има 6 турски джамии, една от които е на мюсюлманите цигани. Християните имат епископски дом с църква и две народни гръцки училища. Тук постоянно пребивава епископ, наричан Елефтеруполски и подчинен на Драмския митрополит. За издръжка на този епископ се взима от всяка християнска двойка в Правищката каза по 32 пиастра годишно, докато в другите каази тази сума не превишава 6 пиастра. Това високо облагане се обяснява с малочислеността на християните, съставляващи паството на Елефтеруполския епископ. | “ |

В 1891 година Георги Стрезов пише за Правища:
| „ | Правища, паланка на Ю от Драма 5 часа път. Сградена е между клонове, които се спущат между двата паралелни хребета на Пърнар до едноименна река. Седалище на гръцки митрополит, „Елевтериополски“. Тук става пазар, а на Митровден панаир, който трае 1 седмица. Обращението през панаира е до 3000 л. т. Жители 3000, гърци, с църква и училище. Правишката нахия съставят 16 гръцки села и едно българско, Нътен, с 40 къщи. Вероятно е да има и други български села; с верни сведения обаче не ми бе възможно да се сдобия. | “ |

В края на XIX век през градчето минава Васил Кънчов и пише: „Правища брои около 600 къщи турци, гърци и малко власи. Папунджийството успева. Освен в Правища гърци има и в селата Косорик - голямо село, работят с чулове и чували; Пикимак - има 300 къщи, един час път далеч от Куманица; Палихор – със 150 къщи, между тях малко турци...“
Към 1900 година според статистиката на Кънчов („Македония. Етнография и статистика“) в Правища живеят 1250 турци, 1100 жители гърци християни и 1200 цигани.
По данни на секретаря на Българската екзархия Димитър Мишев („La Macédoine et sa Population Chrétienne“) в 1905 година в Правища има 1100 гърци и 1200 цигани.
Градчето е освободено от четата на Панайот Байчев на 31 октомври 1912 година по време на Балканската война. По същото време в града влиза и четата на гръцкия андартски капитан Дукас Дукас, след което в града се настаняват български военни части. Байчев става военен комендант на Правища.

### В Гърция
В 1913 година градчето попада в Гърция след Междусъюзническата война. През 20-те години на XX век мюсюлманското му население се изселва по споразумението за обмен на население между Гърция и Турция след Лозанския мир и на негово място са заселени гърци бежанци, които в 1928 година са 160 семейства със 745 души. В 1929 година паланката е прекръстена Елевтеруполис на името на едноименната крепост.
Българска статистика от 1941 година показва 5145 души.
Основно производство на населението традиционно е тютюнът.
В 1961 година в източната част на града е регистрирана махалата Палиамбела с 668 жители. В 1971 година тя има 486, а в 1981 година - 533 жители, докато в 1991 година е без жители.
| Име           | Име              | Ново име      | Ново име      | Описание                                                |
| ------------- | ---------------- | ------------- | ------------- | ------------------------------------------------------- |
| Пузина        | Πουζίνα          | Авра          | Αὔρα          | връх в Люти рид, ЮЗ от Правища                          |
| Песалук       | Πεσαλούκ         | Крионери      | Κρυονέρι      | горното течение на река Лъджа                           |
| Чешме         | Τσεσμὲ           | Дросопиги     | Δροσοπηγή     | река в Люти рид, от която се образува Елевтерската река |
| Шашли         | Σασλὶ            | Дасомено Рема | Δασωμένο Pέμα | река в Люти рид, от която се образува Елевтерската река |
| Чинар         | Τσινὰρ           | Платанорема   | Πλατανόρεμα   | река в Люти рид                                         |
| Имам чешма    | Αμαμ Τσισμὰ      | Дикорфо       | Δίκορφο       | възвишение в Люти рид (394 m), ЮИ от Правища            |
| Сюджак        | Σιοτζάκ          | Рема          | Ρέμα          | река в Люти рид                                         |
| Картал тепе   | Καρτάλ Τεπέ      | Агриотулипес  | Αγριοτουλίπες | възвишение в Люти рид (148 m), ЮИ от Правища            |
| Ченгене бурун | Τσιγγενὲ Μπουρὰν | Гифтос        | Γύφτος        | връх в Люти рид, ЮИ от Правища                          |

| Година    | 1913 | 1920 | 1928 | 1940 | 1951 | 1961 | 1971 | 1981 | 1991 | 2001 | 2011 | 2021 |
| --------- | ---- | ---- | ---- | ---- | ---- | ---- | ---- | ---- | ---- | ---- | ---- | ---- |
| Население | 3113 | 2389 | 4612 | 4999 | 4599 | 5448 | 4888 | 4411 | 4879 | 5932 | 4360 | 4303 |

## Личности
Родени в Правища
- Апостол Кавалиотис (р. 1965), гръцки духовник
- Савас Пурсайтидис (р. 1976), гръцки футболист
- Стефан Тольос (р. 1960), гръцки духовник

Починали в Правища
- Георги Петров Красновски, български военен деец, поручик, загинал през Междусъюзническа война[22]
- Димитър Василев Василев, български военен деец, подполковник, загинал през Първата световна война[23]

Свързани с Правища
- Алексис Ципрас (р. 1974), гръцки политик, по произход от Правища
- Николаос Икономидис Влахос (1874 – 1942), гръцки свещеник и революционер, по произход от Правища

## Побратимени градове
- Антони, Франция[24]